# (924) Toni
(924) Toni – planetoida z pasa głównego asteroid okrążająca Słońce w ciągu 5 lat i 12 dni w średniej odległości 2,94 au. Została odkryta 20 października 1919 roku w Landessternwarte Heidelberg-Königstuhl w Heidelbergu przez Karla Reinmutha. Nazwa pochodzi od imienia Toni, nie jest poświęcona jakiejś konkretnej osobie. Przed nadaniem nazwy planetoida nosiła oznaczenie tymczasowe (924) 1919 GC.